# محيي الدين زوكيتش
محيي الدين زوكيتش مواليد 22 سبتمبر 1971 في سراييفو، جمهورية يوغوسلافيا الاشتراكية الاتحادية، هو لاعب كرة قدم بوسني سابق كان يلعب كمدافع. لعب خلال مسيرته 395 مباراة سجل خلالها 7 أهداف.

## المسيرة الاحترافية

### أندية لعب لها
- نادي ساراييفو

## روابط خارجية
- محيي الدين زوكيتش على موقع قاعدة بيانات كرة القدم.إي يو (الإنجليزية)
- محيي الدين زوكيتش على موقع ناشيونال فوتبول تيمز (الإنجليزية)